# Шаговый электродвигатель Лаве

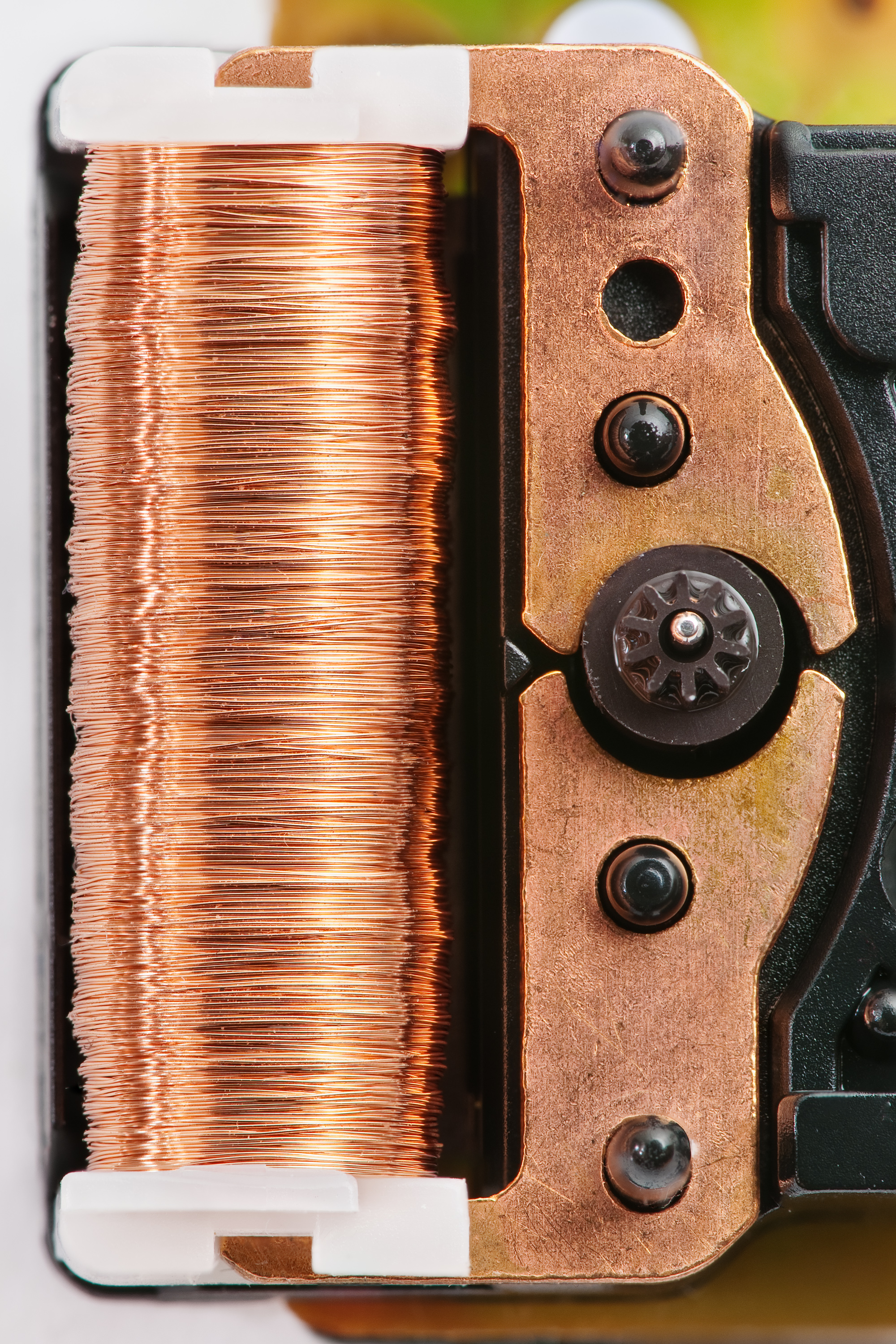
Шаговый двигатель кварцевых часов

Ша́говый электродви́гатель Лаве́ — разновидность шагового электродвигателя, применяемая в электрических (преимущественно кварцевых) часах. Внешне двигатель Лаве похож на двигатель с экранированными полюсами, особенно на реактивно-гистерезисный двигатель Уоррена, и также может иметь одну рабочую обмотку.
Этот тип двигателя изобрёл и запатентовал французский инженер Марюс Лаве в 1936 году.
Применяется в электромеханических часах и измерительных приборах, известно даже крайне необычное его применение, например, в прямопоказывающем дозиметре ИПД-1.

## Устройство и принцип действия

Принцип работы и устройство шагового двигателя Лаве

Также как и у двигателя с экранированными полюсами рабочая обмотка этого двигателя, как правило, состоит из одной цилиндрической катушки находящейся на замкнутом магнитопроводе статора. В стенке цилиндрического отверстия в статоре выполнены пара прорезей. Ротор представляет собой цилиндрический постоянный магнит.
При отсутствии тока в обмотке магнитный поток постоянного магнита ротора замыкается через магнитопровод статора. При этом за счёт прорезей в стенке цилиндрического отверстия в магнитопроводе статора ротор ориентируется так, чтобы энергия магнитного поля была минимальна — плоскость проходящая через середину постоянного магнита проходит перпендикулярно прорезям статора (плоскость xx' на рисунке, состояние a). При подаче тока в обмотку статора наведённое магнитное поле в статоре поворачивает ротор на угол {\displaystyle \alpha } (плоскость yy' на рисунке, состояние b). После снятия тока с обмотки ротор снова стремится принять положение, заданное прорезями в статоре, но так как полярность магнитного поля статора при отсутствии тока в катушке индуцируется магнитным полем ротора, ротор поворачивается на меньший угол {\displaystyle \beta } (состояние c). Для дальнейшего поворота ротора необходимо подать ток в обмотку в противоположной полярности, что снова заставит ротор повернуться на угол {\displaystyle \alpha } (состояние d) и после снятия тока выполнить полный оборот. Таким образом, подача чередующихся разнополярных импульсов тока в обмотку побуждает ротор вращаться в одну сторону.
При отсутствии тока в обмотке ротор находится в фиксированном собственным магнитным полем положении и может оставаться в этом положении неограниченно долго.
Как и иные шаговые двигатели, этот двигатель синхронный: при нормальном рабочем режиме подсчётом импульсов можно точно определить количество оборотов. Но в отличие от прочих ШД, этот двигатель однофазный и вращается в одну сторону.

## Применение
Двигатель имеет очень маленький крутящий момент, но прост в изготовлении и достаточно компактен. Чаще всего шаговый двигатель Лаве применяется в кварцевых электромеханических часах или во вторичных показывающих часовых циферблатах. Также применяется в электромеханических реле времени и измерительных приборах.

### Патенты
- FR application 823395 «Perfectionnements aux systèmes et appareils de commande électrique à distance, notamment aux moteurs et horloges synchrones» Filing date 28.09.1936, Applicant: Hatot, Inventor: Marius Lavet (фр.)

- US application 4550279 «Step-by-step motor unit» Filing date 07.09.1983, Applicant: Fabriques D’horlogerie De Fontainemelon S.A., Inventor: Eric Klein (explanation of the concept in english). (англ.)